# DP Льва b
DP Льва b — экзопланета у звезды DP Льва в созвездии Льва. Планета удалена от Земли на расстоянии 1 304 световых лет.
Орбитальный период вращения вокруг пары родительских звёзд составляет 28 лет. Первая родительская звезда является белым карликом спектрального класса DA. Вторая родительская звезда является красным карликом спектрального класса M5V.
Планета DP Льва b имеет массу 6,1 массы Юпитера, является примером газового гиганта. Она находится очень далеко от звезды, на расстоянии 8,2 а. е. Эксцентриситет орбиты равен 0,39. Планета была открыта в 2010 году группой немецких астрономов.